# Арнаш
Арнаш (порт. Arnas)  —  район (фрегезия) в Португалии,  входит в округ Визеу. Является составной частью муниципалитета  Сернанселье. Находится в составе крупной городской агломерации Большое Визеу. По старому административному делению входил в провинцию Бейра-Алта. Входит в экономико-статистический  субрегион Доуру, который входит в Северный регион. Население составляет 246 человек на 2001 год. Занимает площадь 16,64 км².
Покровителем района считается Дева Мария (порт. Nossa Senhora da Conceição).